# トミタ栞
トミタ 栞（トミタ しおり、1994年2月1日 - ）は、日本の女性タレント、歌手。岐阜県高山市出身。所属事務所はソニー・ミュージックアーティスツ、所属レーベルはEPICレコードジャパン。
兄は俳優の冨田佳輔。趣味はダーツと飲み屋巡り。

## 略歴
2012年4月2日に、前任の三原勇希の後を引き継いでテレビ神奈川制作の音楽情報バラエティ番組『saku saku』の5代目MCとして芸能活動を始める。
2013年3月8日に、saku sakuの番組DVD「saku saku Ver.9.0 / オーバーオールが止まらない」が発売され、DVD内ドラマで演技に初挑戦した。6月26日にエピックレコードジャパンよりミニアルバム「トミタ栞」で歌手としてメジャーデビュー 。8月には1stシングル「線香花火」をリリース。ラジオレギュラー番組『トミタのラジオ～オーバーオールでこんにちわ～』(JFN系全国10局ネット)が10月よりスタートした。
2014年12月10日に、4thシングルとして『NARUTO-ナルト-疾風伝』のエンディングテーマ曲（10月2日放送分より）「だめだめだ」 を発売した。
2015年にMBSテレビのドラマ『となりの関くんとるみちゃんの事象』の『るみちゃんの事象』でテレビドラマに初主演 し、「るみちゃん★○トミタ栞」（るみちゃんスターリングトミタしおり）のアーティスト名で主題歌も担当 した。
2016年東京・新宿BLAZEにて、デビュー3周年を記念したワンマンライブ『トミタ栞3周年記念ライブ～3年目の栞ぐらい大目に見てね～』を開催。2020年6月26日（金）、デビュー7周年を記念したInstagramでライブ配信。
2021年6月より世界ゆるミュージック協会に参加し、「ゆるミュージックほぼオールスターズ」を結成。2021年11月22日にデビュー曲「るるる生きる」を配信開始。インスタグラム＆TikTok総フォロワー数15万人（2021年6月現在）
2023年、デビュー10周年記念シングル「ラーメンウォーアイニー」配信リリースし、6月25日（日）には、東京・代官山UNITにてデビュー10周年を記念したワンマン・ライヴ〈トミタ栞 デビュー10周年ライブ～トミタ祭～〉を開催。J-WAVE 「SONAR MUSIC」に生出演や、ラーメンWalker YouTube とのコラボも実施。
2024年は、6/26(水)に代官山SPACE ODDでワンマンライブを開催。

## 人物
- 岐阜県高山市出身[21]。
- 岐阜県立吉城高等学校に通っていた。
- 実家は父親が店主のラーメン店「豆天狗」であり、自身が『saku saku』に出演期間中も土日に限ってアルバイトをしていた[22]。また、2歳上の兄もおり、家族全員そろってサザンオールスターズのおっかけファン。「栞」という名前もサザンの曲「栞のテーマ」から命名された[23]。
- 2012年3月より本人のオフィシャルサイトでは、『saku saku』の5代目MC就任予定の報がすでに掲載されていたが、プロフィールに上記の情報と写真が公開されているだけであった。その後、本放送と公式サイトMC就任が明らかにされた。テレビへの出演はおろか、芸能界での仕事自体、この『saku saku』のMCが初であった[21]。
- 『saku saku』内での愛称は、タートミ、しーちゃんで、トレードマークはオーバーオール（初回出演時に着用）。
- 『saku saku』出演開始当初は、番組収録のために週1回、高山市の実家から新宿まで高速バスで移動し、そこからは電車で横浜の収録スタジオまで通勤していた。なお地元の岐阜放送では、それ以前にsaku sakuがネットされた時期はあるものの、本人出演中はネットされておらず、それを白井ヴィンセントに突っ込まれたこともあった。
- 好きなアーティストは大塚愛で、本人にそのことを伝えたことがきっかけで3rdシングルをプロデュースしてもらうことになった[24]。
- 2018年1月8日放送の『Tresen』（FMヨコハマ）にて行われたクイズ企画にて、「100万を英語で言うと何？」との問に対し「オクトーバー・テンテン（テンテン）」と回答し、その後愛称として使われるようになった。
- 家の棚は、IKEAにて購入。
- 家の壁はコンクリート打ちっぱなしではなく壁紙。

## 音楽作品

### シングル
| #   | タイトル             | 発売日         | 発売元                   | 形態      | 製造番号              | 順位 | 備考                             |
| 1st | 線香花火             | 2013年8月28日  | エピックレコードジャパン | CD/DVD CD | ESCL-4086/7 ESCL-4088 | 44位 |                                  |
| 2nd | きらきら             | 2014年4月9日   | エピックレコードジャパン | CD/DVD CD | ESCL-4143/4 ESCL-4145 | 26位 |                                  |
| 3rd | HAPPY AND HAPPY      | 2014年7月2日   | エピックレコードジャパン | CD/DVD CD | ESCL-4231/2 ESCL-4233 | 39位 |                                  |
| 4th | だめだめだ           | 2014年12月10日 | エピックレコードジャパン | CD/DVD CD | ESCL-4341/2 ESCL-4343 | 48位 |                                  |
| 5th | 17歳の歌             | 2015年9月2日   | エピックレコードジャパン | CD/DVD CD | ESCL-4521/2 ESCL-4523 | 53位 | 「るみちゃん★○トミタ栞」名義     |
| 6th | バレンタイン・キッス | 2016年1月20日  | エピックレコードジャパン | CD/DVD CD | ESCL-4571/2 ESCL-4573 | 23位 | 「トミタ栞 feat. Ladybeard」名義 |
| 7th | カラーFULLコンボ!    | 2016年10月5日  | エピックレコードジャパン | CD/DVD CD | ESCL-4692/3 ESCL-4694 | 36位 |                                  |

### 配信限定シングル
| #   | タイトル                       | 発売日        | 発売元                   | 形態                   |
| 1st | MONSTER GIRL                   | 2013年12月4日 | エピックレコードジャパン | iTunes レコチョク mora |
| 2nd | わたしのアイス食べたでしょう？ | 2017年9月22日 | エピックレコードジャパン | iTunes                 |
| 3rd | エンドレスゲーム               | 2020年3月20日 | Sony Music Labels        | iTunes                 |
| 4th | 会いたいマン                   | 2021年2月1日  |                          |                        |
| 5th | ラーメンウォーアイニー         | 2023年6月7日  |                          |                        |

### ミニ・アルバム
| #   | タイトル | 発売日        | 発売元                   | 形態      | 製造番号              | 順位 |
| 1st | トミタ栞 | 2013年6月26日 | エピックレコードジャパン | CD/DVD CD | ESCL-4063/4 ESCL-4065 | 47位 |

### スタジオ・アルバム
| #   | タイトル       | 発売日        | 発売元                   | 形態      | 製造番号              | 順位 |
| 1st | もしもワールド | 2015年2月18日 | エピックレコードジャパン | CD/DVD CD | ESCL-4362/3 ESCL-4364 | 47位 |
| 2nd | SPIN           | 2016年12月7日 | エピックレコードジャパン | CD/DVD CD | ESCL-4714/5 ESCL-4716 | 51位 |

### 参加作品

#### オリジナルアルバム
- 「I'M MUSIC」ROCKETMAN
  - M11. BEST DAYS OF MY LIFE feat.トミタ栞
    - ボーカルで参加。
- 「TROPICAL LOVE」電気グルーヴ
  - M4. プエルトリコのひとりっ子
  - M8. TROPICAL LOVE
    - ボーカルで参加。
- 「30」電気グルーヴ
  - M3. いちご娘はひとりっ子
    - ボーカルで参加。

#### オムニバスアルバム
- 「アオハライド “MUSIC RIDE”」コンピレーションアルバム
  - M3. エ・ネ・ト・カ・ネーション
    - 女性Vo.アーティストの曲を中心に映画「アオハライド」の全14曲が収録されたアルバム。

#### その他
- ゆるミュージックほぼオールスターズ
  - 「るるる生きる」
  - 「満ちる愛・繋ぐ夢」
  - 「正解ないダンス」
  - 「カラフルマインド」
  - 「ミドリムシのうた」
  - 「正解ないダンス (International ver.)」
  - 「満ちる愛・繋ぐ夢 (International ver.)」
  - 「満点ソング」
  - 「大福君之歌」
  - 「大福君之歌(International ver.)」

## ミュージックビデオ
| 公開日     | 監督           | 曲名                                                                          | 備考 |
| ---------- | -------------- | ----------------------------------------------------------------------------- | ---- |
| 2013/05/24 | 鈴木利幸       | あたらしい朝のうた                                                            |      |
| 2013/08/28 | 高橋栄樹       | 線香花火（Short ver.）                                                        |      |
| 2013/11/29 | フカツマサカズ | MONSTER GIRL (Short Ver.)                                                     |      |
| 2014/03/28 | フカツマサカズ | きらきら (Short Ver. )                                                        |      |
| 2014/06/17 | フカツマサカズ | HAPPY AND HAPPY (Short Ver.)                                                  |      |
| 2014/06/24 | フカツマサカズ | HAPPY AND HAPPY(エアロビクスver.)                                             |      |
| 2014/10/31 | フカツマサカズ | だめだめだ（short ver.）                                                      |      |
| 2014/11/27 | フカツマサカズ | HAPPY AND HAPPY (TeddyLoid HAPPY LUCKY Remix)ミュージックビデオ（short ver.） |      |
| 2014/12/02 | フカツマサカズ | だめだめだ（ディレクターズカットver.）                                        |      |
| 2014/12/22 |                | 卒業アルバム(Short Ver.) リリックビデオ                                       |      |
| 2015/02/04 | 大野敏嗣       | もしもワールド（Short ver.）                                                  |      |
| 2015/02/16 |                | 卒業アルバム                                                                  |      |
| 2015/07/28 | 月川翔         | るみちゃん★○トミタ栞 『17歳の歌』                                             |      |
| 2015/12/04 | 須永秀明       | バレンタイン・キッス feat. Ladybeard                                          |      |
| 2016/09/13 | もちごめ       | カラーFULLコンボ！                                                            |      |
| 2017/09/22 | 渋江修平       | わたしのアイス食べたでしょう？                                                |      |

## タイアップ
| 起用年 | 楽曲                           | タイアップ                                                     |
| ------ | ------------------------------ | -------------------------------------------------------------- |
| 2013年 | 線香花火                       | tvk『saku saku』 2013年8月度エンディングテーマ                 |
| 2013年 | 線香花火                       | 日本テレビ『PON!』2013年8月エンディングテーマ                  |
| 2013年 | MONSTER GIRL                   | tvk『saku saku』 2013年12月度エンディングテーマ                |
| 2014年 | きらきら                       | tvk『saku saku』 2014年4月度エンディングテーマ                 |
| 2014年 | きらきら                       | 全国音楽情報TV「Music B.B.」2014年4月オープニングテーマ        |
| 2014年 | きらきら                       | ABC放送「おはよう朝日です」星占いテーマソング                  |
| 2014年 | HAPPY AND HAPPY                | 日本テレビ系『ミュージックドラゴン』 7月エンディングテーマ     |
| 2014年 | HAPPY AND HAPPY                | tvk『音楽缶』7月度オープニングテーマ                           |
| 2014年 | HAPPY AND HAPPY                | STVテレビ『熱烈!ホットサンド』6・7月度エンディングテーマ       |
| 2014年 | みなとみらい                   | 横浜DeNAベイスターズ『DREAM STADIUM 2014』テーマソング         |
| 2014年 | だめだめだ                     | テレビ東京系アニメ『NARUTO -ナルト- 疾風伝』エンディングテーマ |
| 2014年 | だめだめだ                     | tvk『saku saku』 2014年11月度エンディングテーマ                |
| 2015年 | 17歳の歌                       | TBS系 ドラマ『るみちゃんの事象』エンディングテーマ             |
| 2016年 | カラーFULLコンボ！             | テレビ東京系アニメ「パズドラクロス」エンディングテーマ         |
| 2017年 | わたしのアイス食べたでしょう？ | 竹下製菓 擬態アイス限定ブラックラックモンブラン コラボソング   |
| 2020年 | エンドレスゲーム               | J SPORTS STADIUM2020 野球中継テーマソング                      |

## 出演

### テレビ
- saku saku（tvk、2012年4月2日 - 2015年3月27日[26]） -  5代目MC
- ITパンプ（中京テレビ、2016年4月3日 - 2017年9月24日）[27]
- 車あるんですけど…?（テレビ東京、2016年10月2日 - 10月9日、10月30日 - ） - 見届け人（MC）[28]
- 世界のディズニーリゾートへGO!（ディズニー・チャンネル、2016年5月7日 - 2016年12月3日） - MC[29]
- オタ恋（2016年9月17日 - 24日、BS朝日）

### テレビドラマ
- となりの関くんとるみちゃんの事象（MBS、2015年7月 - 9月） - 『るみちゃんの事象』主演・郁野るみ 役
- 東京センチメンタル 第6話（テレビ東京、2016年2月20日） - モエ 役

### ラジオ
- トミタのラジオ ～オーバーオールでこんにちわ～ （JFN系、2013年10月 - 2014年9月 ）
- YOKOHAMA RADIO APARTMENT トミタ栞のだめラジオ （FMヨコハマ、2015年4月7日 - 2019年9月24日）
- トミタ栞の棚ぼたラジオ！（AuDee、2020年4月1日 - 2021年3月30日）
- ラウンジスターレディオ supported by AWA（FMヨコハマ、2023年4月6日 - 9月26日）

### 舞台
- SF時代活劇『虹色とうがらし』（2021年8月28日 - 9月5日、あうるすぽっと） - 琴姫 役
- 舞台「さよならの幕開け」(2021年10月6日 - 10日、　テアトルBONOBON) - 清水 なつこ 役
- Monkey Works Vol.09『憧れのサンパチマイク』(2022年11⽉2⽇ - 11⽉6⽇) -
- SUPERNOVA stage003『アギト-ultionem finalem-』(2023年7月26日 - 7月30日) - ヒロイン 役
- あんにゅ劇場〜じゃがいもおばたのカレーライス物語〜 （2025年05日31）- 牛肉 役

### CM・広告
- P＆G「レノア夢ふわタッチ」レノア　ホテルハピネス 篇（2024年10月4日 - [30]）

### DVD
- saku saku Ver.9.0 / オーバーオールが止まらない（アミューズ、2013年3月6日）

### 配信
- 『トミタのユースト』 ～オーバーオールでこんにちわ（2013年2月1日、6月21日、8月26日）- Ustream
- 『白黒歌合戦』（司会：2013年12月7日） - YouTube

## 主なライブ

### 出演イベント
- 2013年09月22日 - 7!!のうぷぷな日～みんなでイーヤーサーサー(ハーイーヤー)～
- 2014年02月23日 - DISK GARAGE MUSIC MONSTERS -2014 winter-
- 2014年06月08日 - 「saku saku」 presents 初夏のプレミアムライブ2014～代官山で会いましょう～
- 2014年08月08日 - MTV ZUSHI FES 14 supported by RIVIERA
- 2014年09月15日 - ぐるぐる回る2014
- 2014年12月09日・20日 - 『saku saku』 presents冬のプレミアムライブ2014
- 2015年03月03日 - SMA40th presents 春の紅桃歌合戦 ～ひなまつりスペシャル～
- 2015年03月21日 - 中京テレビ 番組祭り チュウキョ～くんタウン
- 2015年04月01日 - SMA40周年記念ファイナルイベント フリーライブ「みんなとうた」
- 2015年04月11日 - NARUTO THE LIVE vol.0
- 2015年07月20日 - 音霊 OTODAMA SEA STUDIO 2015「GIRLS ON THE BEACH」
- 2015年12月06日 - Negiccoと、ツーマンにくりだそうツアー!!!
- 2016年05月04日 - きたかまフェス
- 2016年06月04日 - SAKAE SP-RING 2016
- 2016年08月21日 - ROCKETMAN SUMMER FES' 2016「thank you for the music!」
- 2016年09月16日 - <HAPPY SMILE LIVE> with ZIP-FM PEEPS!
- 2016年10月08日 - MINAMI WHEEL 2016
- 2016年12月31日 - グリーンランドカウントダウン2017
- 2017年02月26日 - DISK GARAGE MUSIC MONSTERS -2017 winter-
- 2017年05月04日 - NIIGATA RAINBOW ROCK CIRCUIT 2017
- 2017年05月28日 - ガンホーフェスティバル 2017
- 2017年06月04日 - SAKAE SP-RING 2017
- 2017年06月17日 - YATSUI FESTIVAL! 2017
- 2018年08月27日 - OTODAMA SEA STUDIO 2018「END OF SUMMER BREEZE 2018」
- 2019年01月14日 - KANDAFUL WORLD「超」拡大計画
- 2019年06月16日 - YATSUI FESTIVAL! 2019
- 2019年07月23日 - OTODAMA SEA STUDIO 2019「LOVE SUMMER 2019」
- 2020年01月24日 - トミタモード. 2020
- 2020年04月03日 - Natural Woman SP
- 2020年06月21日 - YATSUI FESTIVAL! 2020
- 2020年12月20日 - ヨコハマフェスOnline
- 2021年12月29日 - Change up : the HeartBeats！ Vol.01
- 2022年10月06日 - MY POP TOWN ～トミタ栞×瀬川あやか×erica～
- 2023年03月13日 - MY POP TOWN
- 2023年04月22日 - MY POP TOWN
- 2023年09月25日 - MY POP TOWN
- 2023年10月28日 - 武蔵野音楽祭
- 2024年01月15日 - MY POP TOWN